# Matěj Hadaš
Matěj Hadaš (* 25. listopadu 2003 Valašské Meziříčí) je český profesionální fotbalista, který hraje na pozici pravého obránce či křídelníka za český klub SK Sigma Olomouc a za český národní tým do 21 let.

## Klubová kariéra
S fotbalem Hadaš začínal ve Valašském Meziříčí, odkud v mladém věku zamířil do mládežnické akademie Sigmy Olomouc. V dresu olomouckého klubu se postupně vypracoval mezi největší talenty klubu a pravidelně nastupoval i za mládežnické reprezentační výběry České republiky.
V nejvyšší soutěži Hadaš debutoval 29. května 2021 v utkání proti Liberci. V základní sestavě Sigmy se poprvé objevil 30. dubna 2022, když nastoupil do utkání skupiny o umístění proti Slovanu Liberec a pomohl k výhře 2:0. V sezoně 2021/22 nastoupil dohromady do 7 soutěžních utkání.
Do A-týmu se stabilně prosadil pod vedením trenéra Tomáše Janotky, který mu dal důvěru v sezoně 2024/25. Hadaš se zařadil mezi klíčové hráče Olomouce, kde zaujal svou komplexností na pozici pravého beka.
Během podzimní části sezony 2024/25 se Hadaš stal stabilním členem základní sestavy Sigmy a byl považován za jednu z hlavních mladých tváří ligy.

## Reprezentační kariéra
Hadaš od roku 2018 nastupuje pravidelně v českých mládežnických reprezentacích. V říjnu 2024 si odbyl svůj debut v české reprezentaci do 21 let, když nastoupil do utkání proti Walesu, Hadaš podal vynikající výkon na pozici pravého wingbeka.